# او-۳۰۲
او-۳۰۲ (به آلمانی: U 302)  یک او-بوت کریگس‌مارینه از نوع ۷سی بود که سال ۱۹۴۱ برای رایش سوم ساخته شد.